# فرودگاه نیروی هوایی سلطنتی کولتیشال
فرودگاه نیروی هوایی سلطنتی کولتیشال (به انگلیسی: RAF Coltishall) یک فرودگاه است . این فرودگاه در کشور انگلستان قرار دارد .